# Mistrzostwa Europy w Lekkoatletyce 2018 – bieg na 3000 m z przeszkodami mężczyzn
Bieg na 3000 metrów z przeszkodami mężczyzn – jedna z konkurencji biegowych rozgrywanych podczas lekkoatletycznych mistrzostw Europy na Olympiastadion w Berlinie.
Tytuł sprzed dwóch lat obronił Francuz Mahiedine Mekhissi-Benabbad.

## Terminarz
| Data       | Godzina |            |
| ---------- | ------- | ---------- |
| 7 sierpnia | 11:40   | Eliminacje |
| 9 sierpnia | 21:20   | Finał      |

## Rekordy
|                                        | Zawodnik                    | Wynik   | Miejsce   | Data                 |
| -------------------------------------- | --------------------------- | ------- | --------- | -------------------- |
| Rekord świata                          | Saif Saaeed Shaheen         | 7:53,63 | Bruksela  | 3 września 2004(dts) |
| Rekord Europy                          | Mahiedine Mekhissi-Benabbad | 8:00,09 | Paryż     | 6 lipca 2013(dts)    |
| Rekord mistrzostw Europy               | Mahiedine Mekhissi-Benabbad | 8:07,87 | Barcelona | 1 sierpnia 2010(dts) |
| Najlepszy wynik na świecie w 2018 roku | Soufiane El Bakkali         | 7:58,15 | Monako    | 20 lipca 2018(dts)   |
| Najlepszy wynik w Europie w 2018 roku  | Mahiedine Mekhissi-Benabbad | 8:16,97 | Rzym      | 31 maja 2018(dts)    |

## Rezultaty

### Eliminacje
Awans: Pięciu najszybszych zawodników z każdego biegu (Q) oraz pięciu z najlepszymi czasami wśród przegranych (q).

Źródło: european-athletics.org
| Miejsce | Bieg | Zawodnik                    | Reprezentacja   | Czas    | Uwagi |
| ------- | ---- | --------------------------- | --------------- | ------- | ----- |
| 1.      | 2    | Yohanes Chiappinelli        | Włochy          | 8:28,41 | Q     |
| 2.      | 1    | Topi Raitanen               | Finlandia       | 8:28,48 | Q,    |
| 3.      | 2    | Mahiedine Mekhissi-Benabbad | Francja         | 8:28,61 | Q     |
| 4.      | 2    | Yoann Kowal                 | Francja         | 8:28,75 | Q     |
| 5.      | 2    | Ahmed Abdelwahed            | Włochy          | 8:28,80 | Q     |
| 6.      | 2    | Kaur Kivistik               | Estonia         | 8:28,84 | Q,    |
| 7.      | 2    | Napoleon Solomon            | Szwecja         | 8:29,10 | q     |
| 8.      | 1    | Krystian Zalewski           | Polska          | 8:29,11 | Q     |
| 9.      | 1    | Daniel Arce                 | Hiszpania       | 8:29,25 | Q     |
| 10.     | 1    | Fernando Carro              | Hiszpania       | 8:29,63 | Q     |
| 11.     | 2    | Sebastián Martos            | Hiszpania       | 8:29,67 | q     |
| 12.     | 1    | Djilali Bedrani             | Francja         | 8:29,75 | Q     |
| 13.     | 1    | Tom Erling Kårbø            | Norwegia        | 8:29,90 | q     |
| 14.     | 1    | Zak Seddon                  | Wielka Brytania | 8:30,00 | q     |
| 15.     | 2    | Ole Hesselbjerg             | Dania           | 8:30,44 | q,    |
| 16.     | 1    | Jamaine Coleman             | Wielka Brytania | 8:33,78 |       |
| 17.     | 1    | Martin Grau                 | Niemcy          | 8:33,81 |       |
| 18.     | 2    | Mitko Cenow                 | Bułgaria        | 8:36,39 |       |
| 19.     | 1    | Justinas Beržanskis         | Litwa           | 8:36,88 | PB    |
| 20.     | 2    | Ieuan Thomas                | Wielka Brytania | 8:40,87 |       |
| 21.     | 1    | Osama Zoghlami              | Włochy          | 8:43,92 |       |
| 22.     | 1    | Luca Sinn                   | Austria         | 8:44,80 | PB    |
| 23.     | 2    | Noah Schutte                | Holandia        | 8:45,81 |       |
| 24.     | 2    | Jerwand Mykyrtczian         | Armenia         | 8:50,35 | PB    |
| 25.     | 2    | Iwo Bałabanow               | Bułgaria        | 8:51,52 | PB    |
| 26.     | 2    | Johannes Motschmann         | Niemcy          | 8:51,65 |       |
| 27.     | 2    | André Pereira               | Portugalia      | 8:54,63 |       |
| 28 !    | 1    | Tarık Langat Akdağ          | Turcja          | DNF     |       |
| 28 !    | 1    | Emil Blomberg               | Szwecja         | DNF     |       |

### Finał
Źródło: european-athletics.org.
| Poz. | Zawodnik                    | Reprezentacja   | Czas    | Uwagi |
| ---- | --------------------------- | --------------- | ------- | ----- |
| 01 ! | Mahiedine Mekhissi-Benabbad | Francja         | 8:31,66 |       |
| 02 ! | Fernando Carro              | Hiszpania       | 8:34,16 |       |
| 03 ! | Yohanes Chiappinelli        | Włochy          | 8:35,81 |       |
| 4.   | Yoann Kowal                 | Francja         | 8:36,77 |       |
| 5.   | Zak Seddon                  | Wielka Brytania | 8:37,28 |       |
| 6.   | Daniel Arce                 | Hiszpania       | 8:38,12 |       |
| 7.   | Krystian Zalewski           | Polska          | 8:38,59 |       |
| 8.   | Topi Raitanen               | Finlandia       | 8:40,11 |       |
| 9.   | Kaur Kivistik               | Estonia         | 8:40,32 |       |
| 10.  | Djilali Bedrani             | Francja         | 8:41,83 |       |
| 11.  | Tom Erling Kårbø            | Norwegia        | 8:42,91 |       |
| 12.  | Napoleon Solomon            | Szwecja         | 8:43,66 |       |
| 13.  | Ahmed Abdelwahed            | Włochy          | 8:44,77 |       |
| 14.  | Sebastián Martos            | Hiszpania       | 8:46,76 |       |
| 15.  | Ole Hesselbjerg             | Dania           | 8:48,48 |       |